# Homosexuelle Emanzipation (Zeitschrift)
Homosexuelle Emanzipation war laut ihrem Untertitel eine „Zeitschrift homosexueller Aktionsgruppen“, die sich ab Mitte der 1970er Jahre im Zuge der LGBT-Pride-Bewegung für die Emanzipation von homosexuellen Menschen engagierten.
Das zeitweilig im Nebentitel auch schlicht Emanzipation genannte Blatt erschien bei Oefelein in München ab 1975 zunächst unter dem Titel „Emanzipation. Homosexuelle Emanzipationsgruppen Süddeutschlands informieren.“  Nach den 1978 bis 1980 erschienenen Heften wurde die Herausgabe eingestellt.